# Tomas Vytautas Raskevičius
Tomas Vytautas Raskevičius (ur. 6 stycznia 1989 w Kownie) – litewski polityk i samorządowiec, działacz na rzecz osób LGBT, poseł na Sejm Republiki Litewskiej, od 2024 przewodniczący Partii Wolności.

## Życiorys
W 2007 ukończył szkołę średnią w Kownie, a w 2011 nauki polityczne na Uniwersytecie Wileńskim. Kształcił się również w zakresie praw człowieka na Uniwersytecie Środkowoeuropejskim. Przez kilka lat pracował w Litewskiej Lidze Gejów (LGL) jako kierownik projektu i koordynator. Był jednym z organizatorów parad z cyklu „Baltic Pride”. Od 2018 zatrudniony w administracji publicznej, kierował działem w Biurze Kontrolera ds. Równych Szans.
Od 2016 należał do Ruchu Liberalnego Republiki Litewskiej. W 2019 wszedł w skład rady miejskiej w Wilnie, a także został członkiem zarządu nowo powstałej Partii Wolności. W wyborach parlamentarnych w 2020 uzyskał mandat posła na Sejm Republiki Litewskiej. W 2024 jego ugrupowanie nie przekroczyło wyborczego progu, tracąc parlamentarną reprezentację. W tym samym roku Tomas Vytautas Raskevičius został nowym przewodniczącym Partii Wolności.
Jest jawnym gejem.